# Янчища
 Тази статия е за селото в Гърция.  За селото в Северна Македония вижте Янчище.  За селото в Косово вижте Янчище (община Ораховац).
Янчища (на гръцки: Άγιος Γεώργιος, Агиос Георгиос, до 1926 година Γιάντσιστα, Янциста, до 1940 година Γιάννισσα или Γιάννισα, Яниса) е село в Република Гърция, част от дем Бер (Верия) на област Централна Македония. Янчища е център на архиерейското наместничество Доврас на Берската, Негушка и Камбанийска епархия на Гръцката православна църква.

## География
Селото е разположено в Солунското поле на 12 километра северно от град Бер (Верия) и на 15 югоизточно от град Негуш (Науса), на надморска височина от 55 m.

## История

### Етимология
Според академик Иван Дуриданов името е първоначален патроним на -ишти < -itji  от личното име Янко, хипокористикон от Яне от Йоан.

### Средновековие
Селото е споменато в XIII век като Ιωαννίτζιστα.

### В Османската империя
Според гръцки източници в края на XVIII век жителите на селото говорят „славомакедонски“.
В XIX век Янчища е село в Берска каза на Османската империя. Александър Синве („Les Grecs de l’Empire Ottoman. Etude Statistique et Ethnographique“) в 1878 година пише, че в Янчищи (Yanchisti), Берска епархия, живеят 850 гърци. В 1900 година според Васил Кънчов („Македония. Етнография и статистика“) в селото живеят 320 българи християни. По данни на секретаря на Българската екзархия Димитър Мишев („La Macédoine et sa Population Chrétienne“) в 1905 година в Янчища (Yantchista) има 432 българи патриаршисти гъркомани. Според отчет на Солунската българска митрополия в Янчища работи българско училище с учител Тодор Стоянчев от Щип. Църквата „Свети Атанасий“ е от ΧΙΧ век.
Селото пострадва от нападения на гръцки андарти по време на Гръцката въоръжена пропаганда. През февруари 1906 година жителите на селото получават заплашително писмо от капитан Костас Акритас:
| „ | Февруари, 7. 1906 г. До моите братя от селата Мориново, Лековищица и Янчища. Научихме, че сте били гонени от българите-разбойници, които насила искат да се откажете от своята народност и вяра. Учим се, че те са ви принуждавали да протестирате пред европейците срещу войниците на вярата, като лъжете, че те ви преследват. Аз ви моля да си отворите очите. За в бъдеще не правете такива протести. Ония, които не слушат, ще ги накажа. Такива ще бъдат убити; няма да бъдат пощадени и техните жени и деца; телата им ще разкъсваме на парчета. Ще убиваме всеки, който не е с нас. Надявам се, че ще ме разберете и слушате. Ваш брат по вяра Константин Акритас. | “ |

В началото на 1906 година екзархийският свещеник в Янчища поп Андон, който е баща на дееца на гръцкия комитет в Бер Георги Попандонов (Георгиос Попандонос), е убит от четата на капитан Михаил Анагностакос.
На 22 ноември 1909 година гръцкият андартски капитан Гоно Йотов в свой доклад дава отчет за свършената от него работа в Ениджевардарско:
| „ | На 20.05 с цел само да задържа някои, за да им дам напътствия да се върнат в православието, тръгнах за село Янчища. Но не успях да задържа никой, убих един от тези, които се опитаха да избягат. След това отидох в Призна и се занимавах повече с това да сплаша хората или да ги убедя така че, селата от Сланица да се върнат в православната вяра. Имах положителен резултат със селата Балъджа, Кариотица, Призна, Вреж, Плугар, Пласна, Голо село и Власи. | “ |

На 11 октомври 1909 година берският каймакамин отнема църквата в Янчища от 35-те български семейства и я предава на 6-те гъркомански. Бившият войвода Трайко, селянинът Трайко със сина му и българският учител Моне Юруков са затворени Солун. В 1910 година в Янчища (Γιάντσιστα) има 325 жители екзархисти.

### В Гърция
В 1912 година през Балканската война в Янчища влизат гръцки войски. След неуспешен опит на местни гъркомани да завземат българската църква в селото, над нея е извършен погром от гръцки войници. След Междусъюзническата война в 1913 година Янчища остава в Гърция. При преброяването от 1913 година в селото има 183 мъже и 148 жени. Боривое Милоевич пише в 1921 година („Южна Македония“), че Янчишча (Jанчишча) има 45 къщи славяни християни. В 1928 година Янчища е смесено (местно-бежанско) селище със 131 бежански семейства и 483 жители бежанци.
В 1926 година е прекръстено на Агиос Георгиос на името на църквата в селото. В 1935 година селото е наводнено и преместено с 3 km на запад.
Земята на селото е плодородна, благодарение на мелиоративните мерки и селото произвежда много овошки - праскови и ябълки, и други земеделски продукти.
В 1987 година Спирос Лукатос посочва „език на жителите български“ (γλώσσα κατοίκων βουλγαρική).
| Име    | Име    | Ново име  | Ново име  | Описание                         |
| ------ | ------ | --------- | --------- | -------------------------------- |
| Скроп  | Σκρόπ  | Скорпиос  | Σκόρπιός  | реката, която минава през Янчища |
| Лигдас | Λιγδάς | Калотопос | Καλότοπος | местност на СИ от Янчища         |

| Година    | 1913 | 1920 | 1928 | 1940 | 1951 | 1961 | 1971 | 1981 | 1991 | 2001 | 2011 | 2021 |
| --------- | ---- | ---- | ---- | ---- | ---- | ---- | ---- | ---- | ---- | ---- | ---- | ---- |
| Население | 311  | 353  | 858  | 1007 | 1152 | 1452 | 1364 | 1448 | 1472 | 1682 | 1763 | 1474 |

## Личности
Родени в Янчища
- Никола Петров Германов (Νικόλαος Γερμανής του Πέτρου, Николаос Петру Германис, 1873 - ?), гръцки андартски деец, четник при Йоанис Деместихас и водач на гръцките чети в родния си край[28][29]
- Трайко Тръпчев, берски войвода на ВМОРО, арестуван заедно с баща си от младотурците в 1909 година[30]
- Тръпче Божинов (Τρούψης Μπουζίνος, Трупсис Божинос), гръцки андартски деец, четник[28]